# Saint-Marc-du-Cor
Saint-Marc-du-Cor es una comuna francesa situada en el departamento de Loir y Cher, en la región de Centro-Valle del Loira.

## Demografía
| 292 | 254 | 219 | 206 | 195 | 171 | 185 | 185 | 182 | 180 |
| Para los censos de 1962 a 1999 la población legal corresponde a la población sin duplicidades (Fuente: INSEE [Consultar]) |     |     |     |     |     |     |     |     |     |